# Allan Sandage
Allan Rex Sandage, né le 18 juin 1926 à Iowa City, Iowa (États-Unis), et mort à San Gabriel (Californie) le 13 novembre 2010 d'un cancer du pancréas, est un astronome américain.

## Biographie
Étudiant à l'université de l'Illinois, il en sort  diplômé  en 1948. En 1953, il obtient son doctorat au California Institute of Technology.
Sandage commença à travailler à l'observatoire Palomar. En 1958, il a publié la première estimation précise de la constante de Hubble, soit 75 km/s/Mpc, proche de la valeur acceptée en 2010. Plus tard, il se fit l'avocat d'une valeur plus basse, autour de 50, correspondant à un temps de Hubble d'environ 20 milliards d'années.
Il réalisa des études spectrales d'amas globulaires, et déduisit qu'ils étaient âgés d'au moins 25 milliards d'années. Ceci le conduisit à spéculer que l'univers ne se dilatait pas continûment, mais qu'en fait il se dilatait puis se contractait sur une période de 80 milliards d'années. Les estimations cosmologiques actuelles de l'âge de l'univers, par contraste, sont typiquement de l'ordre de 13 milliards d'années.
Il est connu pour la découverte dans la galaxie M82 de jets s'échappant du noyau, probablement causés par des explosions massives dans le cœur. Les observations montrent que les éruptions se sont produites durant au moins 1,5 million d'années.
Sandage est né dans une famille juive, mais à 60 ans, il se convertit au christianisme. Il répondit à la question, « Une personne peut-elle être un scientifique et un chrétien ? », par « Oui. Comme je l'ai déjà dit, le monde est trop complexe dans toutes ses composantes et ses interconnexions pour être uniquement le fruit du hasard. » Il a déclaré à propos de l’univers : « Il me paraît très improbable qu’un tel ordre soit issu du chaos. Il a fallu un principe organisateur. Dieu est un mystère pour moi, mais il est la seule explication du miracle de l’existence, pourquoi il y a quelque chose plutôt que rien. »

## Distinctions et récompenses
Récompenses
- 1957 : Prix Helen B. Warner pour l'astronomie
- 1963 : Médaille Eddington
- 1966 : Médaille Pie XI de l'Académie pontificale des sciences
- 1967 : Médaille d'or de la Royal Astronomical Society
- 1970 : National Medal of Science
- 1972 : Maîtrise de conférences Henry Norris Russell
- 1975 : Médaille Bruce
- 1991 : Prix Crafoord
- 2000 : Prix Peter-Gruber de cosmologie, avec James Peebles

Éponyme
- Astéroïde (9963) Sandage